# Zandžán
Provincie Zandžán (persky استان زنجان‎) je provincie v severozápadním Íránu v oblasti zvané íránský Ázerbájdžán. Hlavním městem je Zandžán. Provincie má rozlohu 21 773 km², sousedí s provinciemi Východní a Západní Ázerbájdžán, Hamadán, Kurdistán, Gílán, Kazvín a Ardabíl a je rozdělena do 7 krajů, 16 okresů, 18 měst a 46 venkovských okresů.

## Podnebí
V provincii Zandžán panuje typické vysokohorské podnebí, které je charakterizováno sněhovou pokrývkou v horských oblastech a mírným klimatem v nížinách v zimě. Letní období jsou teplá.